# Steve Russell (politico)
Steven Dane Russell, detto Steve (Oklahoma City, 25 maggio 1963), è un politico e militare statunitense, ex membro della Camera dei Rappresentanti per lo stato dell'Oklahoma.

## Biografia
Nato a Oklahoma City e cresciuto a Del City, Russell studiò in Arkansas e nel 1985 si arruolò nella fanteria dell'esercito col grado di sottotenente; durante il suo servizio militare fu parte della quarta e della prima divisione di fanteria, combatté in Kosovo, in Afghanistan e in Iraq durante la seconda guerra del golfo. Per il suo contributo, Russell ottenne varie onorificenze nel corso della carriera, conclusasi nel 2006 quando si congedò col grado di tenente colonnello.
In seguito Russell entrò in politica con il Partito Repubblicano e nel 2008 venne eletto all'interno della legislatura statale dell'Oklahoma. Nel 2014, quando il deputato James Lankford annunciò la sua intenzione di candidarsi al Senato, Russell si candidò per il suo seggio alla Camera dei Rappresentanti e riuscì ad farsi eleggere.
Steve Russell si configura come un conservatore ed è un esponente del Tea Party.